# American Eagle (Fluggesellschaft)

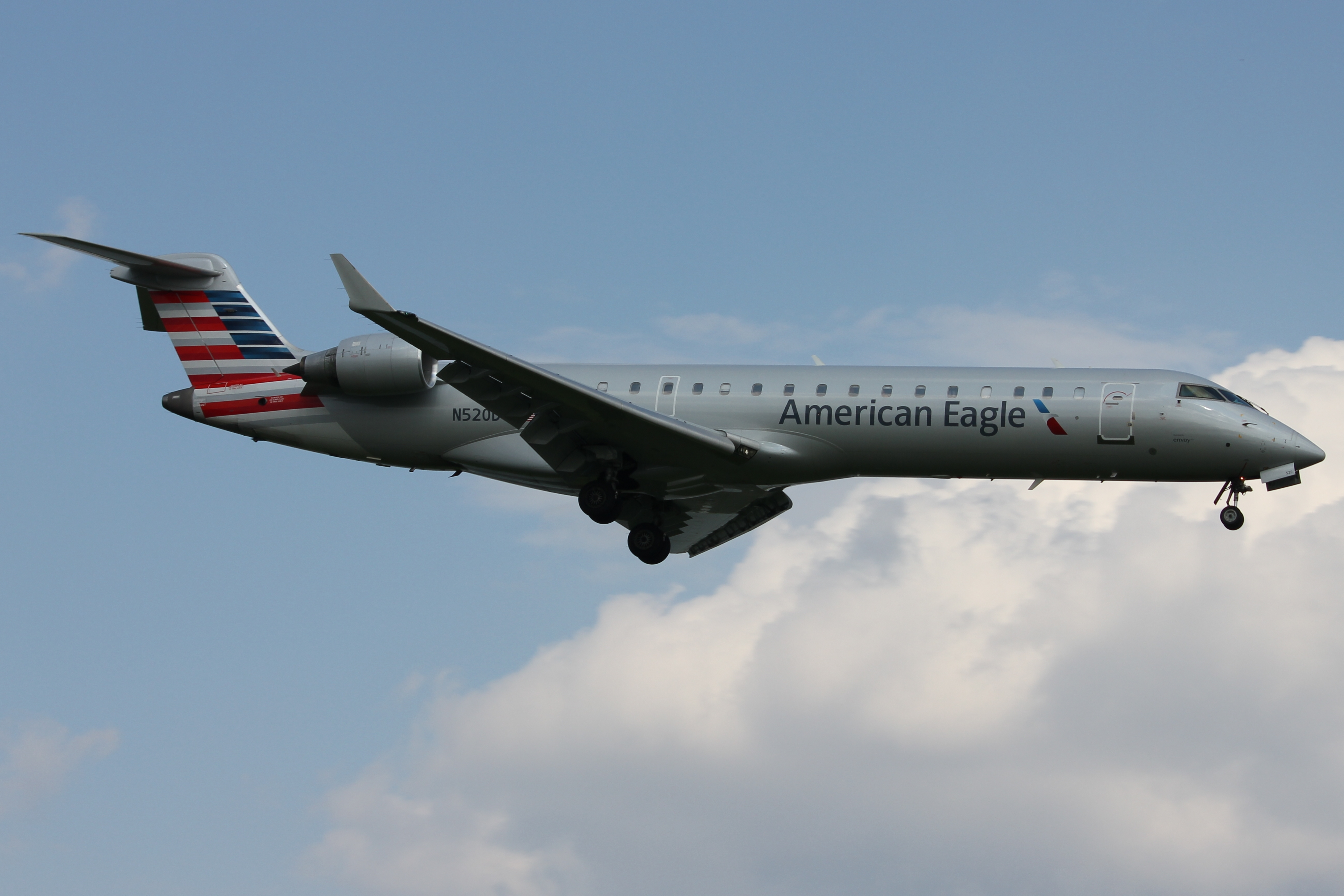
CRJ 700 der Envoy Air in der neuen Bemalung

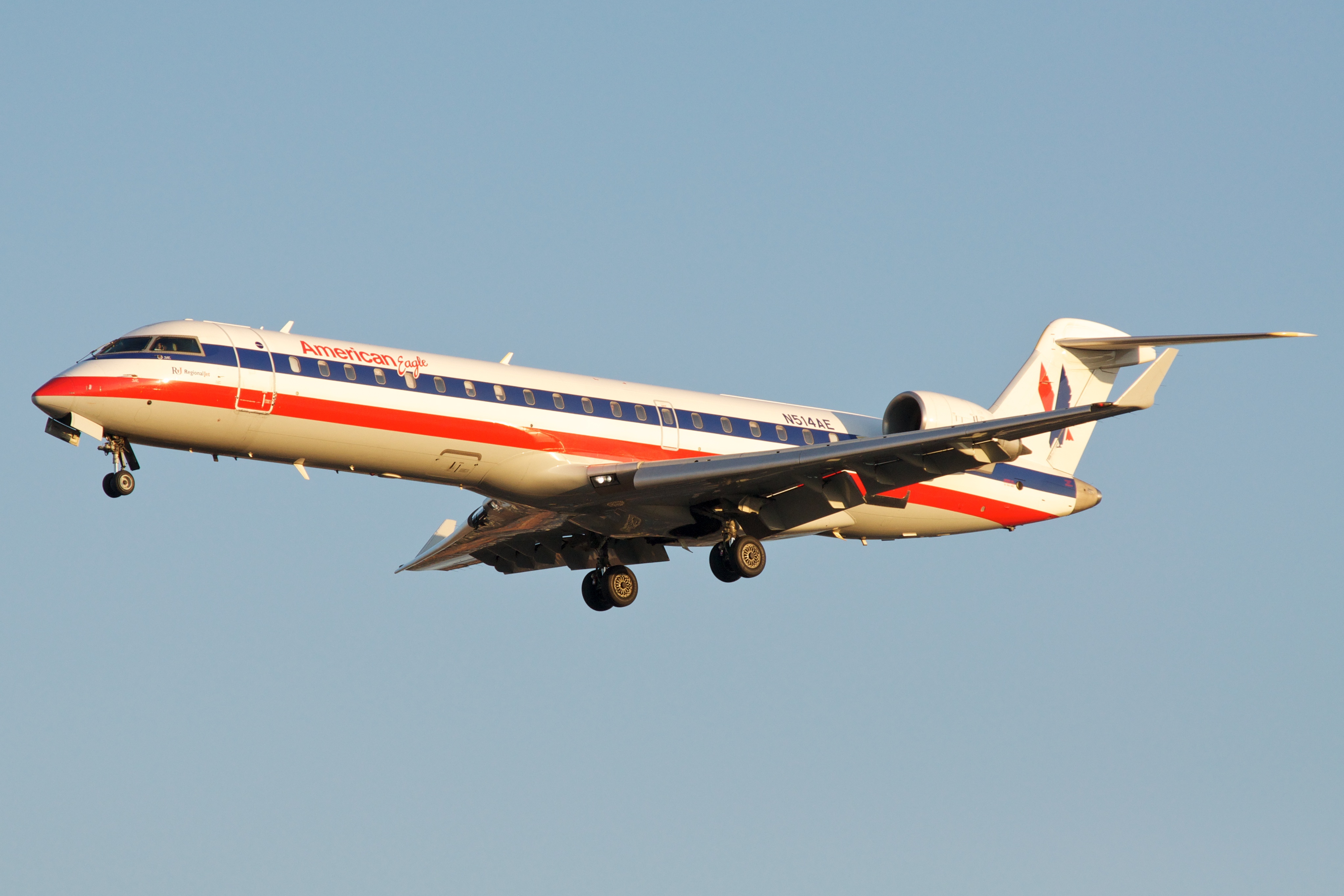
CRJ 700 der American Eagle Airlines in der Bemalung bis 2013 (2011)

Unter dem Markennamen American Eagle (englisch für amerikanischer Adler) führen seit 1984 amerikanische Regionalfluggesellschaften Zubringerflüge für American Airlines durch.
Die American Eagle-Fluggesellschaften gehören bis auf Envoy Air, PSA Airlines und Piedmont Airlines nicht zur American Airlines Group, sondern sind eigenständige Fluggesellschaften, die lediglich im Auftrag von American Airlines Passagiere befördern. Mit der Fusion von American Airlines mit US Airways im Jahr 2013 waren die ehemals als US Airways Express fliegenden Zubringer-Fluggesellschaften zum American Eagle-Verbund hinzugekommen. Envoy gehörte vor der Fusion zu American Airlines, PSA und Piedmont zu US Airways. Die Flugzeuge sind in den Farben und mit dem Unternehmenslogo von American lackiert, einem stilisierten Adler, dem Wappentier der USA. 2013 wurde das Logo von American erneuert.

## Geschichte

### Gründung und erste Jahre
Der erste Flug unter dem Namen American Eagle wurde am 1. November 1984 von Metroflight Airlines, einer Tochtergesellschaft von Metro Airlines (ehemals Houston Metro Airlines), mit Sitz in Houston für American Airlines durchgeführt. Der Flug mit einer Convair CV-580, die früher bei Frontier Airlines eingesetzt wurde, führte von Fayetteville (Arkansas) zum Dallas/Fort Worth International Airport.
Im Laufe der Jahre wurde der American-Eagle-Verbund um weitere eigenständige Fluggesellschaften erweitert. Andere Fluggesellschaften, die in American-Eagle-Lackierung flogen, waren Executive Airlines, Command Airways, Air Virginia, Simmons Airlines, Chaparral Airlines und Wings West Airlines.

### Gründung der American Eagle Airlines
Ab 1987 begann American Airlines, die Regionalfluggesellschaften aufzukaufen und zu fusionieren. Im Jahr 1991 waren noch vier dieser aufgekauften Fluggesellschaften übrig: Simmons Airlines, Executive Airlines, Flagship Airlines und Wings West Airlines.
Am 15. Mai 1998 fusionierte American Airlines die aufgekauften Regionalfluggesellschaften Wings West Airlines und Flagship Airlines mit Simmons Airlines und erschuf daraus das Tochterunternehmen American Eagle Airlines (2014 in Envoy umbenannt). Die neu entstandene Fluggesellschaft American Eagle Airlines übernahm den IATA-Code MQ von Simmons Airlines. Für die folgenden 14 Jahre betrieben in der Folge lediglich die beiden Tochterunternehmen American Eagle Airlines und Executive Airlines Flüge unter dem Namen American Eagle.

### AmericanConnection
Unter dem Namen AmericanConnection führte ab 2001 Chautauqua Airlines von Chicago aus Regionalflüge für American Airlines durch. Seit der Auflösung von AmericanConnection 2012 gehörte Chautauqua Airlines zum American-Eagle-Netzwerk. Im Jahr 2014 wurde die Fluggesellschaft vom Eigentümer Republic Airways Holdings aufgelöst.

### Insolvenz von American Airlines
Während der Insolvenz von American Airlines (von 2011 bis 2013) wurde beschlossen, dass die Regionalflüge wieder verstärkt von eigenständigen Fluggesellschaften und lediglich im Auftrag von American Airlines durchgeführt werden sollten. Ab 2011 bestanden Überlegungen, die Tochtergesellschaft American Eagle Airlines zu veräußern. Durch die Fusion von American Airlines mit US Airways 2013 kamen ehemalige Zubringerfluggesellschaften für US Airways zum Verbund von American Eagle hinzu. 2014 kündigte American Airlines an, das Tochterunternehmen American Eagle Airlines als Teil des American-Eagle-Netzwerkes in Envoy umzubenennen. Envoy wird die Flüge allerdings wie die übrigen Zubringerfluggesellschaften unter der Dachmarke American Eagle durchführen. Ende 2014 und Anfang 2015 kamen zwei Fluggesellschaften der Trans States Holdings (Trans State Airlines und Compass Airlines) zum American Eagle-Verbund von American Airlines. 2019 erneuerte American die Verträge mit ExpressJet und Trans States Airlines nicht.

## Mitglieder
Zum Stand Januar 2025 gehören die folgenden Fluggesellschaften zur Flotte im Verbund American Eagle:
| Fluggesellschaft  | Mitglied seit                                                | IATA-Code | ICAO-Code | Rufzeichen  | Fluggerät          | Anzahl | Sitzplätze | Muttergesellschaft        |
| ----------------- | ------------------------------------------------------------ | --------- | --------- | ----------- | ------------------ | ------ | ---------- | ------------------------- |
| Envoy Air         | 2014 (seit 1998 als American Eagle Airlines)                 | MQ        | ENY       | Envoy       | Embraer E-170      | 031    | 66         | American Airlines Group   |
| Envoy Air         | 2014 (seit 1998 als American Eagle Airlines)                 | MQ        | ENY       | Envoy       | Embraer E-175      | 108    | 76         | American Airlines Group   |
| PSA Airlines      | 2013 (1988; US Airways Express)                              | JS        | JIA       | Blue Streak | Bombardier CRJ700  | 061    | 65-76      | American Airlines Group   |
| PSA Airlines      | 2013 (1988; US Airways Express)                              | JS        | JIA       | Blue Streak | Bombardier CRJ-900 | 075    | 76-79      | American Airlines Group   |
| Piedmont Airlines | 2013 (1987; US Airways Express)                              | PT        | PDT       | Piedmont    | Embraer ERJ-145    | 059    | 50         | American Airlines Group   |
| SkyWest Airlines  | 2012                                                         | OO        | SKW       | SkyWest     | Bombardier CRJ-700 | 086    | 65-76      | SkyWest, Inc.             |
| SkyWest Airlines  | 2012                                                         | OO        | SKW       | SkyWest     | Embraer E-175      | 20     | 76         | SkyWest, Inc.             |
| Republic Airline  | 2013                                                         | YX        | RPA       | Brickyard   | Embraer E-170      | 04     | 66         | Republic Airways Holdings |
| Republic Airline  | 2013                                                         | YX        | RPA       | Brickyard   | Embraer 175        | 81     | 76         | Republic Airways Holdings |
| Air Wisconsin     | 2023 und von 2005 bis 2018 (bis 2013 für US Airways Express) | ZW        | AWI       | Wisconsin   | Bombardier CRJ-200 | 040    | 50         |                           |

### Ehemalige Partner
- Metroflight Airlines (von 1984 bis 1993, führte den ersten American-Eagle-Flug durch)
- AVAir, ehemals Air Virginia (von 1985 bis 1988)
- Simmons Airlines (von 1985 bis 1998, in American Eagle Airlines aufgegangen)
- Executive Airlines (von 1986 bis 2013, 1989 von AMR aufgekauft)
- Command Airways (von 1986 bis 1991)
- Wings West Airlines (von 1986 bis 1998, in American Eagle Airlines aufgegangen)
- National Eagle (von 1988 bis 1991, in American Eagle Airlines aufgegangen)
- Flagship Airlines (von 1991 bis 1998, in American Eagle Airlines aufgegangen)
- Chautauqua Airlines (von 2001 bis 2012 als American Connection, Ende 2014 aufgelöst)
- Trans State Airlines (Vertrag 2018 für 2019 nicht erneuert, fliegt stattdessen für United Express)
- ExpressJet (Vertrag 2018 für 2019 nicht erneuert, fliegt stattdessen für United Express)
- Compass Airlines (von 2015 bis 2020, 2020 aufgelöst)
- Mesa Airlines (2014-2023 (seit 1997 für US Airways Express))

## Flotte

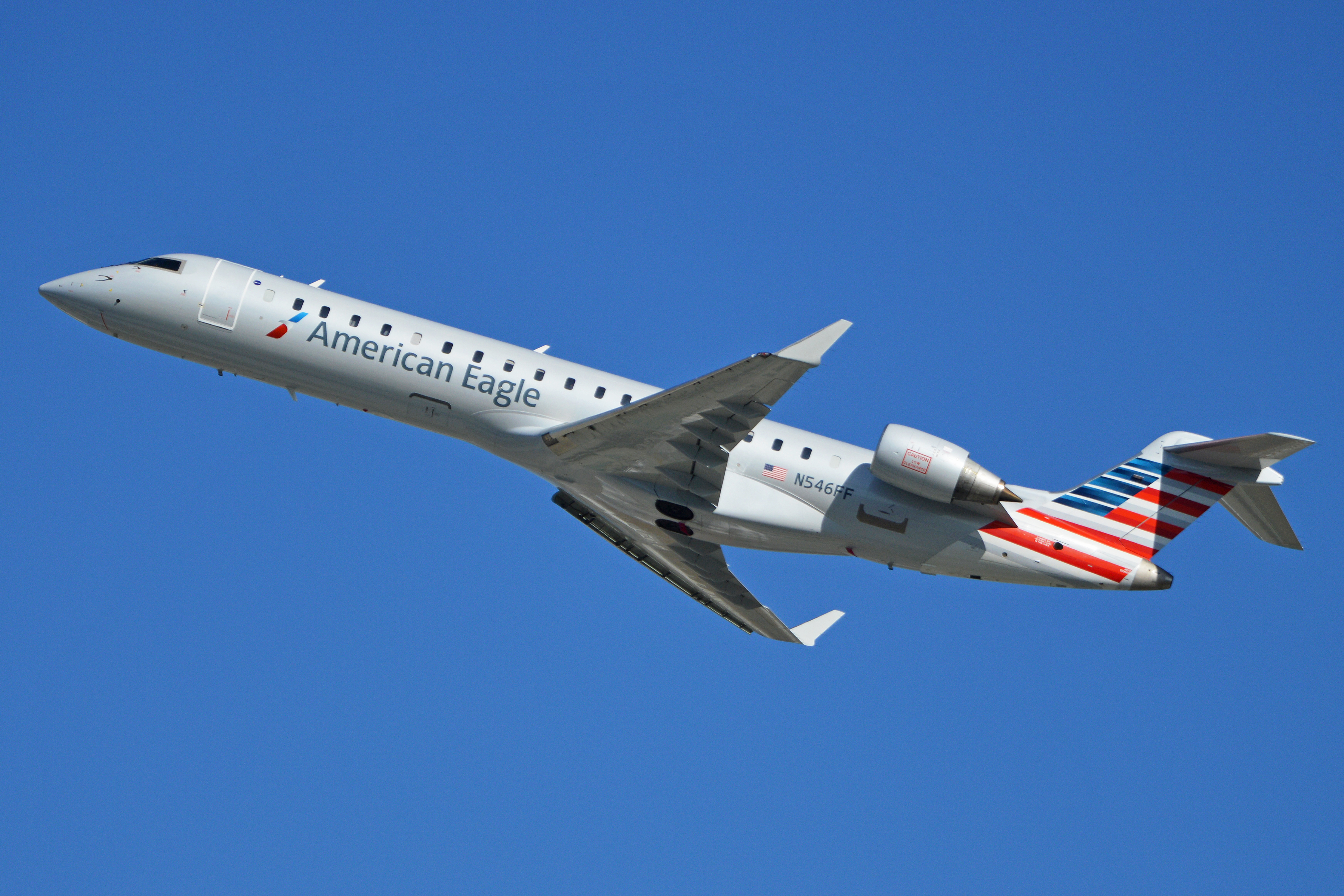
Bombardier CRJ-700 der American Eagle

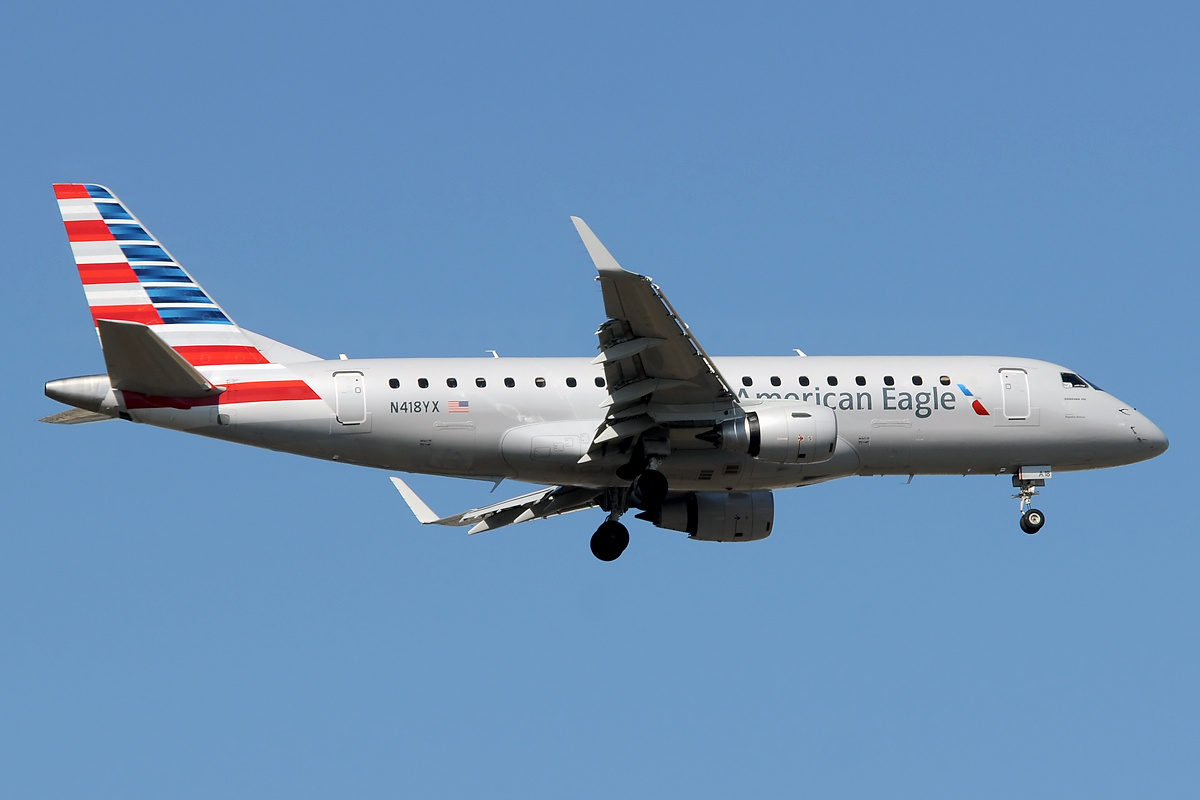
Embraer 175 der American Eagle, betrieben durch Republic Airlines

### Aktuelle Flotte
Mit Stand Januar 2025 besteht die Flotte der American Eagle aus 565 Flugzeugen mit einem Durchschnittsalter von 13,8 Jahren:
| Flugzeugtyp        | Anzahl | bestellt | Anmerkungen | Sitzplätze (First/Main Cabin Extra/Main Cabin) | Durchschnittsalter (Januar 2025) |
| ------------------ | ------ | -------- | ----------- | ---------------------------------------------- | -------------------------------- |
| Bombardier CRJ-200 | 40     |          |             | 50(-/4/46)                                     | 21,2 Jahre                       |
| Bombardier CRJ-700 | 147    |          |             | 65-76(6-9/8-16/40-48)                          | 18,6 Jahre                       |
| Bombardier CRJ-900 | 80     | 14       |             | 76-79(9-12/11-24/40-58)                        | 7,7 Jahre                        |
| Embraer ERJ-145    | 59     |          |             | 50(-/3/47)                                     | 20,8 Jahre                       |
| Embraer ERJ-170    | 35     |          |             | 66(-/12/54/12)                                 | 18,1 Jahre                       |
| Embraer ERJ-175    | 209    |          |             | 76(12/20/44)                                   | 8,4 Jahre                        |
| Gesamt             | 565    | 14       |             |                                                | 13,8 Jahre                       |

### Ehemalige Flugzeugtypen
In der Vergangenheit setzte American Eagle bereits folgende Flugzeugtypen ein:
- ATR 42
- ATR 72
- Beechcraft 99
- Bombardier CRJ-200
- BAe Jetstream 31 und 32
- de Havilland Canada DHC-6 Twin Otter
- CASA 212
- Convair CV-580
- Embraer ERJ-135
- Fairchild Swearingen Metro
- Grumman Gulfstream I (gestreckte Variante G-IC)
- NAMC YS-11
- Short 330
- Short 360
- Saab 340

## Zwischenfälle
- Am 31. Oktober 1994 geriet eine ATR 72-200 der Simmons Airlines (Luftfahrzeugkennzeichen N401AM) auf dem Weg vom Indianapolis International Airport, Indiana, nach Chicago O’Hare International Airport, Illinois, aufgrund von Vereisung der hinteren Tragflächen, wo sich konstruktionsbedingt keine Heizmatten des Enteisungssystems befanden, im Sinkflug außer Kontrolle und stürzte ab. Keiner der 68 Insassen, darunter 64 Passagiere und 4 Besatzungsmitglieder, überlebte den Unfall. Es war der erste Totalverlust und der erste Unfall mit Todesfolge einer ATR 72 (siehe auch American-Eagle-Flug 4184).[7]
- Am 13. Dezember 1994 stürzte eine Jetstream 32, die von der Flagship Airlines im Namen der American Eagle betrieben wurde, bei Morrisville, North Carolina ab. Zuvor hatten die Piloten kurz vor der Landung auf dem Raleigh-Durham International Airport einen nicht erforderlichen Fehlanflug durchgeführt, da der Flugkapitän eine aufleuchtende Kontrollleuchte im Cockpit fehlinterpretiert hatte. Bei dem Unfall starben 15 der 20 Personen an Bord (siehe auch Flagship-Airlines-Flug 3379).
- Am 29. Januar 2025 um 20:48 EST (30. Januar, 1:48 UTC) kollidierte eine Bombardier CRJ701ER der PSA Airlines (N709PS) unterwegs für American Eagle während des Landeanflugs auf den Ronald Reagan Washington National Airport mit einem Sikorsky UH-60L der United States Army (00-26860). Bei dem Unglück starben alle 67 Insassen beider Luftfahrzeuge, davon 64 an Bord der Passagiermaschine und drei an Bord des Hubschraubers (siehe auch American-Airlines-Flug 5342).[8]